# Otto Albert Tichý
Pour les articles homonymes, voir Tichý.
Otto Albert Tichý, né le 14 août 1890 à Martínkov et mort le 21 octobre 1973, est un organiste et compositeur tchèque.

## Biographie
Après avoir fréquenté les gymnases de Brno et Prague, Otto Albert Tichý commence ses études musicales auprès de Vítězslav Novák au Conservatoire de Prague, et manifeste rapidement un goût pour la composition. Il interrompt sa formation pour travailler comme traducteur et éditeur de littérature catholique.
En 1919, Otto Albert Tichý part pour la France afin de poursuivre sa formation musicale à la Schola Cantorum, dans la classe de Vincent d'Indy. Il se passionne[Selon qui ?] alors pour l'orgue et le chant grégorien et parfait ses connaissances dans le domaine de la polyphonie vocale. Ses études achevées, il vit durant six ans à Paris, où il exerce une activité d'organiste et de professeur de musique.
En 1926, après son mariage avec Véronique Bloy, la fille aînée de Léon Bloy, il décide de quitter la France afin de s'établir avec sa famille à Lausanne. Il devient alors organiste à Notre-Dame du Valentin et enseigne la musique au gymnase dominicain. Une amitié fidèle le lie à Aloÿs Fornerod, qui l'aide à publier plusieurs de ses œuvres.
Après dix ans en Suisse, Otto Albert Tichý rentre en 1936 dans son pays natal. Il obtient alors le poste d'organiste titulaire à la Cathédrale St. Guy à Prague, ainsi qu'en 1946, un poste de professeur au Conservatoire de Prague qu'il conserve jusqu'à l'âge de 75 ans. Il fonde la Schola cantorum à Prague avec le chef d'orchestre Miroslav Venhoda, et y enseigne le chant grégorien, la musique chorale de la Renaissance au baroque, l'improvisation et l'accompagnement d'orgue. En 1948, les communistes arrivent et l'activité d'Otto Albert Tichý est soudainement jugée indésirable. Il est obligé de quitter la Schola cantorum mais reste, grâce à l'intervention du directeur, professeur au conservatoire. Malgré les obstacles quotidiens du régime, il continue à composer et à traduire, surtout des œuvres religieuses.
Otto Albert Tichý meurt le 21 octobre 1973 à la cathédrale St. Guy à Prague, pendant la messe dominicale. Un fonds Otto Albert Tichý a été créé à la Bibliothèque cantonale et universitaire de Lausanne.

## Sources
- « Otto Albert Tichý », sur la base de données des personnalités vaudoises sur la plateforme « Patrinum » de la Bibliothèque cantonale et universitaire de Lausanne.
- Revue musicale suisse, n° 9, septembre 2003, p. 21
- Alexis Galpérine, Le dernier Cantor de Moravie. Otto Albert Tichý (1890-1973), Sampzon, éditions Delatour France, 2011
- Fonds Otto Tichý à la BCU